# Cniva

Invasión goda de los Balcanes entre 250 y 251 y batalla de Abrito.

Cniva ( ?, antes de 197-?, 257 ) fue un rey godo que a mediados del siglo III cruzó con su ejército el río Danubio para luchar contra el Imperio romano. Libró importantes batallas, entre ellas la de Abrito, en la cual murió el emperador Decio y su hijo Herenio Etrusco.

## Reino
Acaudilló a los godos establecidos en su reino, situado al norte de la frontera del Imperio romano, en la provincia de Mesia, entre las actuales Rumania y Bulgaria. Conquistó Filipópolis (batalla de Filipópolis) en 250; los romanos reaccionaron enviando un ejército al mando del propio emperador Decio y de su hijo, el coemperador Herenio Etrusco, para cortarle la retirada e impedirle abandonar el territorio imperial. La maniobra resultó un fracaso: las tropas godas mataron a los dos emperadores en la batalla de Abrito.
Después de la batalla, el nuevo emperador, Treboniano Galo, facilitó la partida de los godos y prometió pagar un tributo a Cniva para que sus huestes no invadieran el Imperio de nuevo.

## Muerte
En 271, el emperador Aureliano derrotó de manera concluyente a los godos y mató a su rey Cannobaudes en la batalla. Según la similitud de los nombres, ese rey podría coincidir con Cniva.